# Politieke correctheid
Politieke correctheid (soms afgekort tot policor of pc) is het vermijden van bepaalde taaluitingen of gedragingen die als beledigend of discriminerend kunnen worden beschouwd voor met name minderheden. Het is ook de kwalificatie van beleidsmaatregelen die een dergelijke vermijding stimuleren. Het begrip kan afkeurend worden gebruikt. De omkering 'politiek incorrect' wordt wel gebruikt om verondersteld kwetsende uitingen een rebelse klank te geven.

## Geschiedenis
De term 'politieke correctheid' werd in de jaren dertig en veertig gebruikt om te verwijzen naar iemand die dogmatisch vasthield aan partijstandpunten. De term had in deze periode nog geen expliciet ideologische implicaties. Zo werd de term bijvoorbeeld ook gebruikt om te verwijzen naar de strikte orthodoxie van de Nationaalsocialistische Duitse Arbeiderspartij (de nazipartij) in Duitsland.
'Politiek correct' werd een populaire term onder linkse academici in de jaren zestig en zeventig van de twintigste eeuw. De term, die naar alle waarschijnlijkheid werd overgenomen uit het Rode Boekje (het boekje met citaten van voorzitter Mao Zedong) was een inside joke onder Amerikaanse academici om te lachen met mensen die te vol waren van zichzelf. De term politiek correct werd in linkse kringen uitsluitend ironisch gebruikt.
De term werd pas echt gepopulariseerd in de jaren negentig door analisten en politici langs de rechterzijde van het politieke spectrum. Het boek The Closing of the American Mind van Allan Bloom wordt vaak gezien als de start van het hedendaagse gebruik van de term. Hij beschreef in dit werk over de opkomst van een autoritaire progressieve consensus op universiteiten, waardoor hoogleraren en studenten bang waren om hun mening te uiten over bepaalde onderwerpen of om 'foute woorden' te gebruiken. Blooms boek werd gevolgd door een reeks gelijkaardige boeken van conservatieve analisten zoals Roger Kimball en Dinesh D’Souza.
Tijdens de jaren negentig werd de term opgepikt door een reeks grote kranten in de Verenigde Staten. Het meest invloedrijke artikel werd geschreven door Richard Bernstein in 1990 in The New York Times. In latere artikelen werd de term steeds breder toegepast en werd het niet alleen gebruikt in de context van universiteiten, maar om een bredere culturele en politieke stroming te bespreken. De term werd ook opgenomen door rechtse analisten en politici om te verwijzen naar het linkse kamp in de cultuurstrijd. Vooral deze meer brede versie van de term, die gepopulariseerd werd door rechtse analisten, werd later populair in Europa.

## Kritiek op de term
Doorheen de jaren is er veel kritiek gekomen op de relevantie van de term 'politieke correctheid' en de validiteit van een reeks claims die door sommige analisten worden gemaakt over de alomtegenwoordigheid van het fenomeen. Er wordt een onderscheid gemaakt tussen kritiek op het enge gebruik van de term in de context van universiteiten en het bredere gebruik van de term als een algemeen maatschappelijk probleem.

### Het gebruik van de term in engere zin
De vele werken over politieke correctheid over universiteiten die uitkwamen in de jaren negentig bestonden vooral uit een reeks anekdotes van vermeende slachtoffers van politieke correctheid. Later journalistiek onderzoek heeft aangetoond dat veel van deze anekdotes uit hun context werden gehaald, de feiten verdraaiden of volledig gefabriceerd waren. Zo liet Bloom in zijn kritiek op protesten van Afro-Amerikaanse activisten op de Cornell-universiteit weg dat deze protesten een reactie waren op een brandend kruis dat werd aangestoken op de campus van de universiteit. Het brandend kruis is een symbool van de Ku Klux Klan (KKK), dat gebruikt wordt om een doodsbedreiging te zenden naar Afro-Amerikanen. Veel van deze casussen werden ontkracht door de historicus Jon Weiner.
Volgens historicus John K. Wilson moet het discours rond politieke correctheid geplaatst worden binnen een bredere conservatieve politieke campagne tegen universitair onderwijs in de Verenigde Staten. Sinds de Rode schrik ('Red Scare'), een morele paniek rond communisme, werden universiteiten er vaak van beschuldigd 'een broedplaats voor marxistisch gedachtegoed' te zijn. Volgens Wilson zijn de beschuldigingen van extreemlinks gedachtegoed sinds de jaren negentig verschoven van de professoren naar de studenten en van marxisme naar meer algemene progressieve bewegingen.

### Het gebruik van de term in bredere zin
Volgens sommige academici moet het maatschappelijk debat rond politieke correctheid vooral begrepen worden als een morele paniek. Dat wil zeggen dat het moet begrepen worden als een zeer hevige en overdreven maatschappelijke reactie op een vermeende morele dreiging, waarvoor slechts weinig concreet bewijs bestaat. Dit omdat critici van politieke correctheid gebruik maken van weinig betrouwbare of verzonnen anekdotes, onduidelijk zijn over het concrete gevaar van deze politieke correctheid, excessief reageren in relatie tot het beperkte bewijs voor handen en er geen politieke bewegingen zijn die zich positief met de term identificeren.
Sommige critici beweren ook dat de term vaak wordt overgenomen uit de Amerikaanse context, maar in feite niet van toepassing is in Europese democratieën. Jef Verschueren, gewoon hoogleraar aan de Universiteit Antwerpen, stelt zo bijvoorbeeld dat er in de Belgische context geen duidelijke partij of politieke beweging is die de ideeën van politieke correctheid zou uitdragen. In tegenstelling beweert hij juist dat linkse politieke bewegingen en partijen de laatste jaren steeds meer rechts taalgebruik hebben overgenomen. Deze claim wordt onderbouwd door verschillende onderzoeken naar de normalisatie van (extreem)rechts gedachtegoed in de eerste twee decennia van de 21e eeuw, zowel in Europa als de Verenigde Staten.
Vaak wordt ook gewezen op de link tussen critici van politieke correctheid en complottheorieën, zoals het cultuurmarxisme. Aanhangers stellen dat een cultuurmarxistische elite verschillende maatschappelijke instituten is geïnfiltreerd om daar op stiekem wijze marxistisch gedachtegoed bij de jeugd te verspreiden.

## Debat
Er zijn diverse discussies rondom de term 'politieke correctheid'. In Nederland zijn vooral Frits Bolkestein, Pim Fortuyn, Paul Scheffer, Herman Vuijsje en Martin Sommer bekende critici. In België laten onder andere Tinneke Beeckman, Maarten Boudry, Jean-Pierre Rondas, en Johan Sanctorum zich kritisch uit over politieke correctheid. Andere bekende critici zijn Maajid Nawaz, Jordan Peterson en Roger Scruton. Kritiek komt vaak vanuit rechtse hoek, maar er zijn eveneens critici die zich links in het politiek spectrum bevinden, zoals Femke Halsema, Bill Maher, Stephen Fry en Slavoj Žižek.

### 'Inflatie van woorden'
Politiek correct taalgebruik gaat mee met de tijd. Zo kan 'invalide' in de ene periode een welkom alternatief zijn voor 'kreupel', maar later zelf weer als te hard worden ervaren en langzaamaan worden vervangen door een term als 'gehandicapte', daarna gevolgd door 'persoon met een fysieke beperking'. Ook blijkt vaak dat een aanvankelijk neutraal bedoelde term op den duur niet is opgewassen tegen de negatieve lading van het aangeduide begrip, waarna een nieuwe benaming moet worden ingevoerd, die echter na verloop van tijd op zijn beurt eveneens weer moet worden vervangen, enzovoorts. Dit wordt ook weleens de “eufemisme-tredmolen” genoemd.

### 'Nieuwe onderdrukking'
Een ander punt dat de genoemde critici inbrengen tegen politieke correctheid is dat het de vrijheid van meningsuiting beperkt. Doordat op diverse uitspraken een taboe komt, ontstaat daarmee mogelijk een soort nieuwe onderdrukking (in hyperbool ook wel 'gedachtepolitie' genoemd).

## Voorbeelden van politieke correctheid
Critici van politieke correctheid wijzen op diverse gebeurtenissen die zij scharen onder het begrip 'politiek correct'. Enkele voorbeelden zijn:
- De 'walk-on-girls' die met dartspelers mee het podium op lopen, verdwijnen in Engeland omdat dit seksistisch zou zijn.[17]
- Justin Trudeau, premier van Canada, berispte een studente die tijdens een vraag aan hem het woord 'mankind' gebruikte: ze moest het meer neutrale, maar onbestaande woord 'peoplekind' toepassen.[18]
- In Duitsland pleitte de minister voor Gendergelijkheid Kristin Rose-Möhring in 2018 voor de vervanging van het woord 'Vaterland' (thuisland) in het Duitse volkslied 'Das Lied der Deutschen' door het genderneutrale 'Heimatland'. (Zie ook heimat.) Bondskanselier Angela Merkel vond de aanpassing niet nodig maar in Canada en Oostenrijk werden de nationale hymnes wel al in gelijkaardige zin gewijzigd.[19]